# Ja još spavam (turneja)
Turneja Ja još spavam (v slovenščini: jaz še vedno spim) je bila druga jugoslovanska koncertna turneja srbske turbofolk pevke Svetlane Ražnatović - Cece. 
Turneja se je začela 6. oktobra leta 1994, s koncertom v srbskem mestu Kraljevo, zaključila pa 27. oktobra istega leta, s koncertom v Beogradu.  Ceca je pred uradnim začetkom turneje organizirala tudi 3 koncerte v Bosni in Hercegovini. 
Ceca je na turneji promovirala glasbeni album z naslovom Ja još spavam, ki je bil objavljen junija istega leta. Na koncertih je predstavljala šest novih skladb: Ja još spavam, Devojko veštice, Vazduh koji dišem, Volela sam te, Neću da budem ko mašina in Kuda idu ostavljene devojke. 
Najbolj množičen koncert na turneji se je zgodil 27. oktobra v beograjski dvorani Pionir, v kateri se je zbralo 10 tisoč ljudi. 
Ceca je v okviru turneje obiskala območja današnje Srbije in Bosne in Hercegovine. 

## Zgodovina
Ceca je jugoslovansko turnejo uradno napovedala 3. oktobra leta 1994, v beograjski reviji Sabor. Razkrila je, da bosta prva koncerta v Kraljevu in Kragujevcu, Baja bend pa bo ponovno njena spremljevalna zasedba.  Za Novosti je povedala, da bo obiskovalcem turneje priredila spektakularne nastope z vrhunsko vizualno produkcijo.  V pogovoru za Ilustrovano politiko je dejala, da so napovedani koncerti razprodani in da bo na turneji navdušila več kot 100 tisoč ljudi.  Beograjski Dnevnik je sredi turneje poročal, da so vsi prihajajoči koncerti razprodani.  Ilustrovana politika je ob koncu leta Cecino turnejo razglasila za najboljšo koncertno turnejo leta. 

## Seznam koncertov
Jugoslovanska turneja je trajala 21 dni, pevka je imela skupno 32 koncertov, največkrat po 2 koncerta na dan, prvega ob 16. uri, drugega pa ob 20.30 uri.  Pevka je pred uradnim začetkom turneje nastopila tudi v Železniku, 24. maja in v Vrbasu, 4. oktobra, v organizaciji TV oddaje Muzička kutija.   

### Seznam koncertov v BiH
| Datum      | Mesto      | Lokacija koncerta | Štev. obiskovalcev |
| ---------- | ---------- | ----------------- | ------------------ |
| marec 1994 | Bijeljina  | Hala sportova     | N/A                |
| 18.3.1994  | Banja Luka | Dvorana Borik     | N/A                |
| 9.9.1994   | Zvornik    | Športni center    | 4.000              |

### Seznam koncertov v Srbiji
| Datum      | Mesto             | Lokacija koncerta | Štev. obiskovalcev |
| ---------- | ----------------- | ----------------- | ------------------ |
| 6.10.1994  | Kraljevo          | Hala sportova     | N/A                |
| 6.10.1994  | Kragujevac        | Hala sportova     | N/A                |
| 7.10.1994  | Svilajnac         |                   | N/A                |
| 7.10.1994  | Jagodina          |                   | N/A                |
| 8.10.1994  | Negotin           |                   | N/A                |
| 8.10.1994  | Zaječar           |                   | N/A                |
| 9.10.1994  | Trstenik          |                   | N/A                |
| 9.10.1994  | Kruševac          |                   | N/A                |
| 10.10.1994 | Čačak             |                   | N/A                |
| 11.10.1994 | Čajetina          |                   | N/A                |
| 11.10.1994 | Užice             |                   | N/A                |
| 12.10.1994 | Boljevac          |                   | N/A                |
| 12.10.1994 | Bor               |                   | N/A                |
| 13.10.1994 | Niš               | Dvorana Čair      | 7.000              |
| 14.10.1994 | Vranje            |                   | N/A                |
| 14.10.1994 | Leskovac          |                   | N/A                |
| 15.10.1994 | Ćuprija           |                   | N/A                |
| 15.10.1994 | Paraćin           |                   | N/A                |
| 16.10.1994 | Šid               |                   | N/A                |
| 16.10.1994 | Sremska Mitrovica |                   | N/A                |
| 17.10.1994 | Osečina           |                   | N/A                |
| 17.10.1994 | Valjevo           |                   | N/A                |
| 18.10.1994 | Mladenovac        |                   | N/A                |
| 18.10.1994 | Požarevac         |                   | N/A                |
| 19.10.1994 | Subotica          |                   | N/A                |
| 20.10.1994 | Ruma              |                   | N/A                |
| 20.10.1994 | Šabac             |                   | N/A                |
| 21.10.1994 | Novi Sad          | Dvorana Spens     | 8.000              |
| 22.10.1994 | Loznica           |                   | N/A                |
| 23.10.1994 | Crvenka           |                   | N/A                |
| 23.10.1994 | Sombor            |                   | N/A                |
| 27.10.1994 | Beograd           | Hala Pionir       | 10.000             |

## Repertoar
| Štev. | Pesem                         | Album                     |
| ----- | ----------------------------- | ------------------------- |
| 1     | Kukavica                      | Kukavica (album)          |
| 2     | Lepotan                       | Ludo srce                 |
| 3     | Pustite me da ga vidim        | Ceca (glasbeni album)     |
| 4     | Drugarice, prokletnice        | Ceca (glasbeni album)     |
| 5     | Volim te                      | Babaroga                  |
| 6     | Šta je to u tvojim venama     | Šta je to u tvojim venama |
| 7     | Oprosti mi suze               | Šta je to u tvojim venama |
| 8     | Ustani, budi se               | Šta je to u tvojim venama |
| 9     | Mesec, nebo, zvezdice         | Kukavica (album)          |
| 10    | Popij me kao lek              | Kukavica (album)          |
| 11    | Zaboravi                      | Kukavica (album)          |
| 12    | Ja još spavam u tvojoj majici | Ja još spavam             |
| 13    | Vazduh koji dišem             | Ja još spavam             |
| 14    | Devojko veštice               | Ja još spavam             |
| 15    | Kuda idu ostavljene devojke   | Ja još spavam             |
| 16    | Neću da budem ko mašina       | Ja još spavam             |
| 17    | Volela sam te                 | Ja još spavam             |
| 18    | Kukavica                      | Kukavica (album)          |
| 19    | Volela sam te                 | Ja još spavam             |
| 20    | Neću da budem ko mašina       | Ja još spavam             |
| 21    | Devojko veštice               | Ja još spavam             |

Repertoar s koncerta v Novem Sadu.

## Mediji o turneji
Jugoslovanski estradni mediji so Cecini turneji namenili pozitivne kritike. 
Ilustrovana Politika je beograjski koncert v hali Pionir opisala kot zmagovalni triumf enomesečne turneje, Ceco pa je primerjala z ameriško pevko Cher.  TV Novosti so poročale, da je pevka na turneji porušila več rekordov obiskanosti športnih dvoran v Srbiji. , beograjski Sabor pa je Cecino turnejo označil za veličastno karavano dobre glasbe in odlične zabave.  Radio & TV Revija je poročala, da so bili Cecini koncerti paša za oči in ušesa , Telegraf pa je zatrdil, da pevka nima konkurence, ko gre za nastopanje pred občinstvom. 

## Televizijsko predvajanje koncertov
| Datum      | Lokacija koncerta | Televizijska postaja |
| ---------- | ----------------- | -------------------- |
| 24.5.1994  | Železnik, Srbija  | RTS                  |
| 13.10.1994 | Niš, Srbija       | TV3                  |

## Ostale informacije o turneji
- Organizator turneje: CentroScena
- Menadžment: Branislav Stojanović
- Nastopajoče predskupine: Dajana Tripunović in Karamela, na koncertu v Beogradu pa še pevci Oliver Mandić, Knez, Željko Šašić, Ivan Gavrilović, Mira Škorić in zasedba Funky G.

Glasbena zasedba:
- Orkester "Baja band"
- Kitara: Baja
- Klaviature: Fača
- Bobni: Goran
- Harmonika: Aca
- Bas: Ljuba